# Tony Cunningham
Anthony Eugene Cunningham, più conosciuto con il diminutivo Tony Cunningham (Kingston, 12 novembre 1957) è un ex calciatore giamaicano, di ruolo attaccante.

## Carriera
Inizia la carriera giocando a livello semiprofessionistico con i Kidderminster e con lo Stourbridge, all'inizio della stagione 1979-1980 viene ingaggiato dal Lincoln City, club della quarta divisione inglese. Qui, in 3 stagioni di permanenza mette a segno 32 reti in 123 presenze in campionato, trascorrendo prima 2 campionati in Fourth Division e, dopo il secondo posto in classifica conquistato nella Fourth Division 1980-1981, una stagione in Third Division. Nell'estate del 1984 passa al Barnsley, club di seconda divisione, dove in 2 stagioni di permanenza mette a segno complessivamente 11 reti in 42 presenze in questa categoria; nella seconda parte della stagione 1983-1984 e nella prima parte della stagione 1984-1985 gioca invece nello Sheffield Weds, con cui totalizza 28 presenze e 5 reti tra la seconda e la prima divisione inglese (conquista infatti un secondo posto in classifica nella Second Division 1983-1984, per poi l'anno seguente restare ai margini della rosa senza mai giocare in prima divisione). Trascorre poi alcuni mesi tra la fine del 1984 e l'inizio del 1985 al Manchester City, con cui mette a segno un gol in 18 presenze in seconda divisione, per terminare infine la stagione 1984-1985 al Newcastle Utd, con cui all'età di 28 anni esordisce in prima divisione, segnandovi una rete in 9 presenze. Rimane alle Magpies anche nelle 2 stagioni seguenti, in cui pur da riserva gioca complessivamente altre 34 partite in prima divisione (17 in ciascuno dei 2 campionati) segnando in totale 3 reti (una nella stagione 1985-1986 e 2 nella stagione successiva). Al termine della stagione 1986-1987 viene ceduto al Blackpool, club di terza divisione: complice anche la discesa di 2 categorie, riesce a giocare stabilmente da titolare: in 2 stagioni gioca infatti complessivamente 71 partite, segnando in tutto 17 reti. Passa quindi al Bury, altro club di terza divisione, con cui in una stagione e mezza di permanenza segna in tutto 17 reti in 58 partite di campionato; chiude poi la stagione 1990-1991 al Bolton, con cui segna altre 4 reti in 9 presenze sempre in terza divisione. Tra il 1991 ed il 1994 gioca poi con vari club di quarta divisione (Rotherham Utd, Doncaster e Wycombe), per poi nell'estate del 1994 tornare dopo 15 anni nei campionati della Football League a giocare in campionati semiprofessionistici, con il Gainsborough Trinity.
In carriera ha totalizzato complessivamente 495 presenze e 116 reti nei campionati della Football League (tra cui 47 presenze e 4 reti in prima divisione ed 88 presenze e 17 reti in seconda divisione).